# Eveliina Kauhanen
Eveliina Kauhanen est une actrice finlandaise.
Elle joue le rôle principal dans le film musical Le Café de mes souvenirs, réalisé par Valto Baltzar, avec une musique composée par Heikki Sarmanto. Kauhanen reçoit le prix de la meilleure nouvelle actrice aux festivals internationaux du film de Catane en 2021 pour sa performance,,.

## Le Café de mes souvenirs
Le critique de cinéma du journal Kommersant, Andrei Plakhov, a décrit la prestation de Kauhanen de la manière suivante lors du Festival international du film de Moscou en 2021,:
"L’épisode le plus touchant et en même temps le plus drôle du film a lieu à Cherbourg, où Philippe arrive avec ses collègues enseignants finlandais, fans des "Parapluies de Cherbourg". Ils s’installent dans l’hôtel où Jacques Demy et les interprètes des rôles principaux - Nino Castelnuovo et Catherine Deneuve, devenue un symbole de la France – ont séjourné lors du tournage du célèbre film. Les acteurs jouant dans le remake – Lionel Nakache et Evelina Kauhanen – ne sont pas aussi charismatiques, mais ils remplissent bien leur mission. Et c’est même une bonne chose qu’ils soient différents."

## Récompenses
Kauhanen reçoit le prix de la meilleure nouvelle actrice aux festivals internationaux du film de Catane en 2021 pour sa performance.